# Viehwaage (Langenbach)

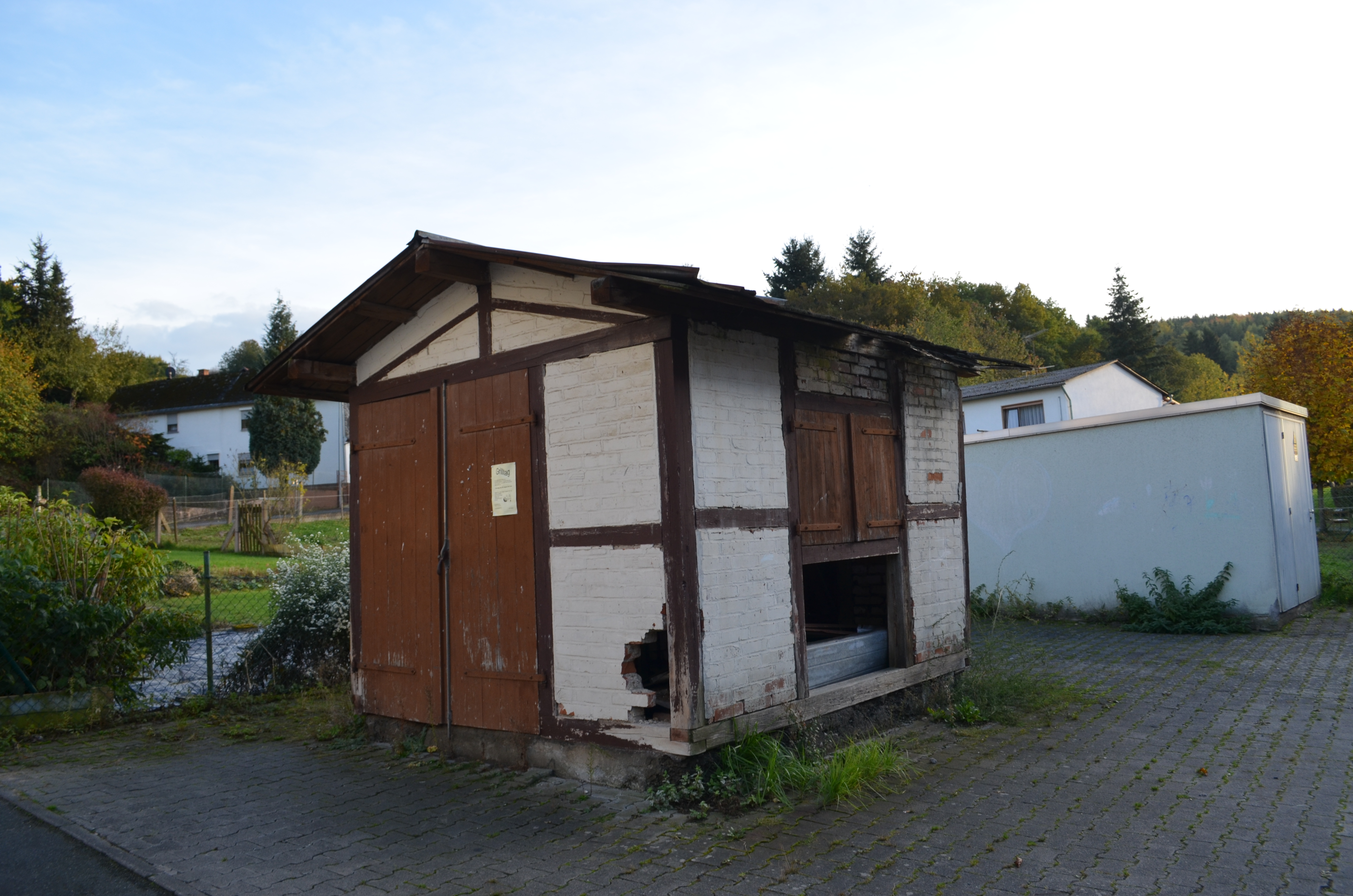
Viehwaage in Langenbach im Jahr 2013 (vor der Renovierung)

Die Viehwaage in Langenbach, einem Ortsteil der Gemeinde Weilmünster im mittelhessischen Landkreis Limburg-Weilburg, wurde um 1930 errichtet. Die Viehwaage am Südausgang der Wedegasse ist ein geschütztes Kulturdenkmal.
Der kleine Satteldachbau hat ein sparsames Bindergefüge und eine Backsteinausfachung. Die Waage steht innen in dem Gebäude. 
Für die vorbildliche Renovierung erhielten der Ortsvorsteher und die Bürger von Langenbach im Jahr 2020 den Ehrenpreis des Hessischen Denkmalschutzpreises.